# Železniční trať Ruma–Zvornik

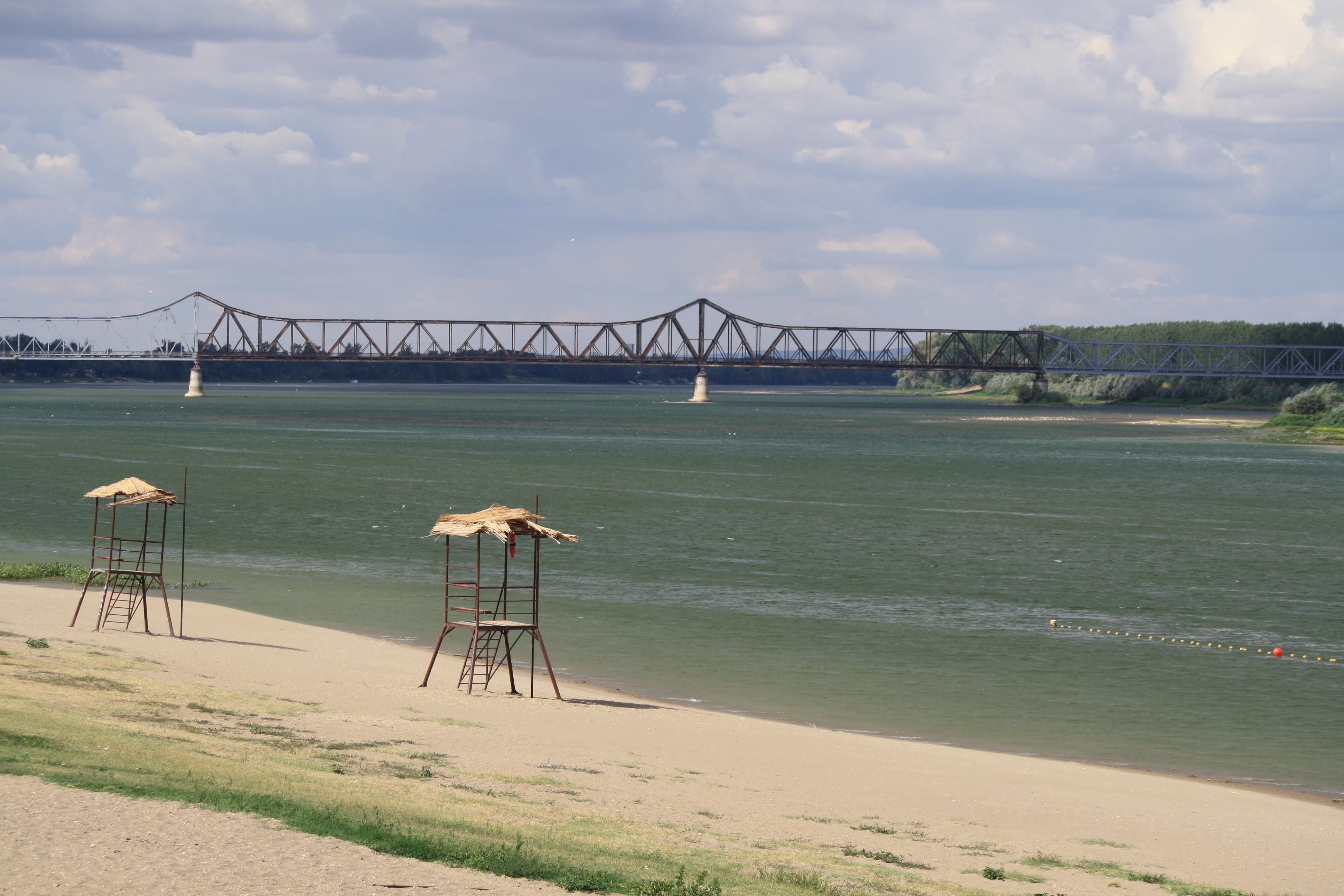
Železniční most přes řeku Sávu v Šabaci

Železniční trať Ruma–Zvornik (srbsky v cyrilici Железничка пруга Рума–Зворник, v latince Železnička pruga Ruma–Zvornik) je jednokolejná železniční trať na jihozápadě srbské Vojvodiny. Značená je pod číslem 12. Zajišťuje spojení regionu Podriní s Bělehradem.
Trať prochází regionem, známým pod názvem Mačva. Je to vedlejší trať, napojená na železnici Bělehrad–Záhřeb. Osobní doprava je provozována pouze v úseku Ruma–Šabac, a úsek Šabac-Zvornik slouží pro nákladní dopravu do továrny na výrobu elementárního hliníku na území Bosny a Hercegoviny. Na jižní straně se napojuje na trať Tuzla–Zvornik a Valjevo–Loznica (nedokončenou).
Trať je vedena rovinami Panonské nížiny. Těsně před stanicí v Šabaci trať překonává řeku Sávu pětipolním mostem. V jižní části (především v úseku Loznica–Zvornik) vede údolím řeky Driny.

## Historie
Trať byla budována po etapách od začátku 20. století několik desetiletí. Nejprve byl vybudován úsek Šabac–Loznica–Banja Koviljača.. Po vzniku království Jugoslávie přestal být Šabac pohraničním městem a bylo vybudováno spojení směrem k městu Ruma. Železniční most přes řeku Sávu vznikl během jediného roku, 1923. Slavnostně celá trať otevřena dne 31. května 1934 za přítomnosti krále Aleksandra. 
Během existence socialistické Jugoslávie sloužila k dopravě stovek dělníků do továren v celém Podriní, stejně jako k přepravě elementárního hliníku, který se z továrny nedaleko města Zvornik vyvážel do Sovětského svazu. 
Až do roku 2005 byla v provozu i spojení osobními vlaky v úseku Zvornik–Šabac, nicméně vzhledem k špatnému technickému stavu trati a pomalé cestovní rychlosti (zcela nekonkurenceschopné v porovnání s autobusovou dopravou) bylo toto spojení zrušeno.
V roce 2012 byla rekonstruován krátký úsek Štitar–Petlovača. V květnu 2014 byl na této trati v souvislosti s povodněmi přerušen provoz. 

## Stanice

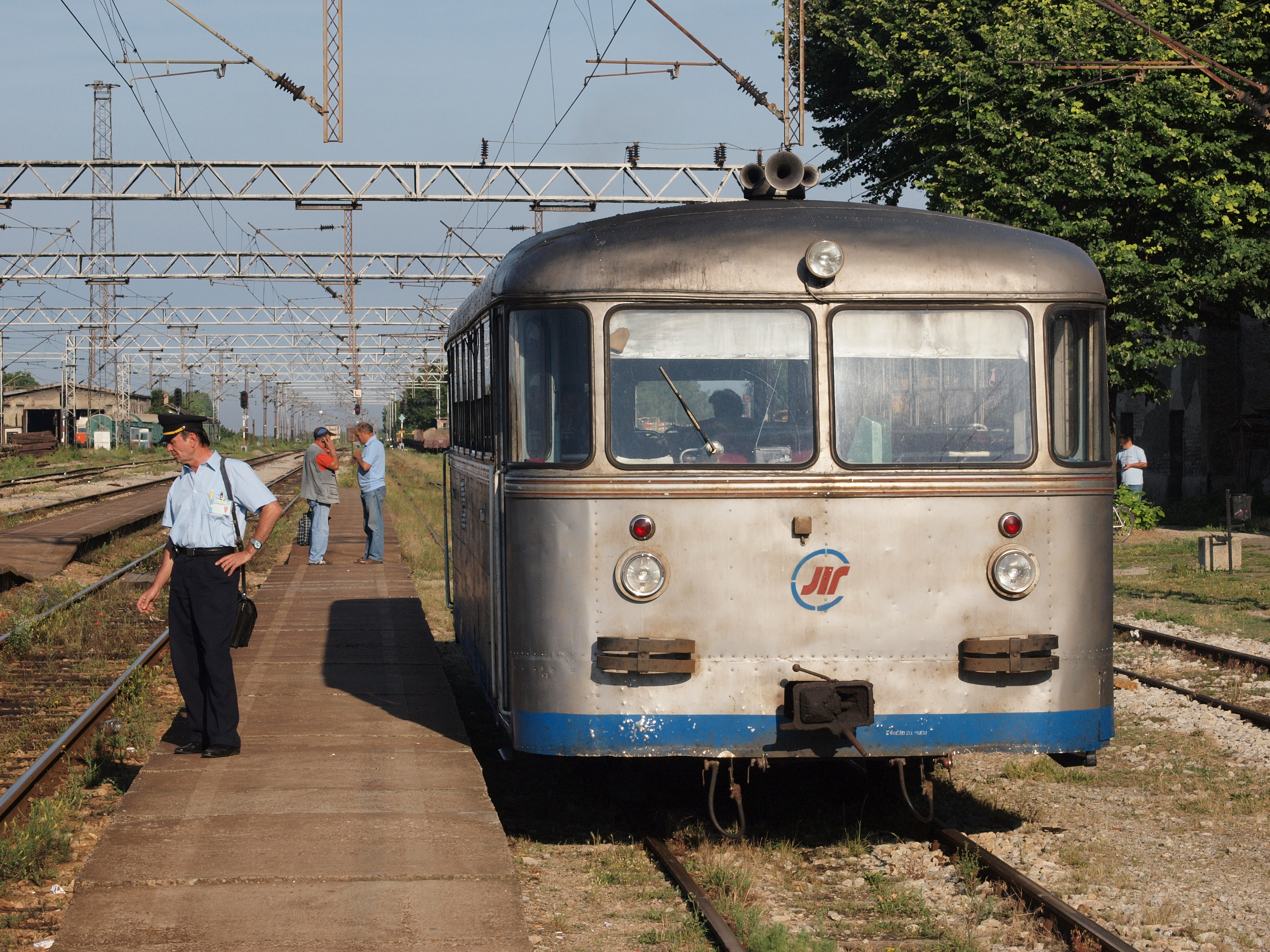
Motorový vůz 812 na nádraží v Rumě čekající na cestující ve směru do Šabace

- Ruma
- Buđanovci
- Nikinci
- Platičevo
- Šabac
- Majur
- Štitar
- Petlovača
- Prnjavor
- Lešnica
- Loznica
- Zvornik (Mali Zvornik)